# Wypychów (powiat zgierski)
Wypychów – wieś w Polsce położona w województwie łódzkim, w powiecie zgierskim, w gminie Zgierz.
Za II RP roku siedziba gminy Rogóźno. W latach 1975–1998 miejscowość należała administracyjnie do ówczesnego województwa łódzkiego.
Wieś tworzy sołectwo o tej samej nazwie.